# VIA NanoBook

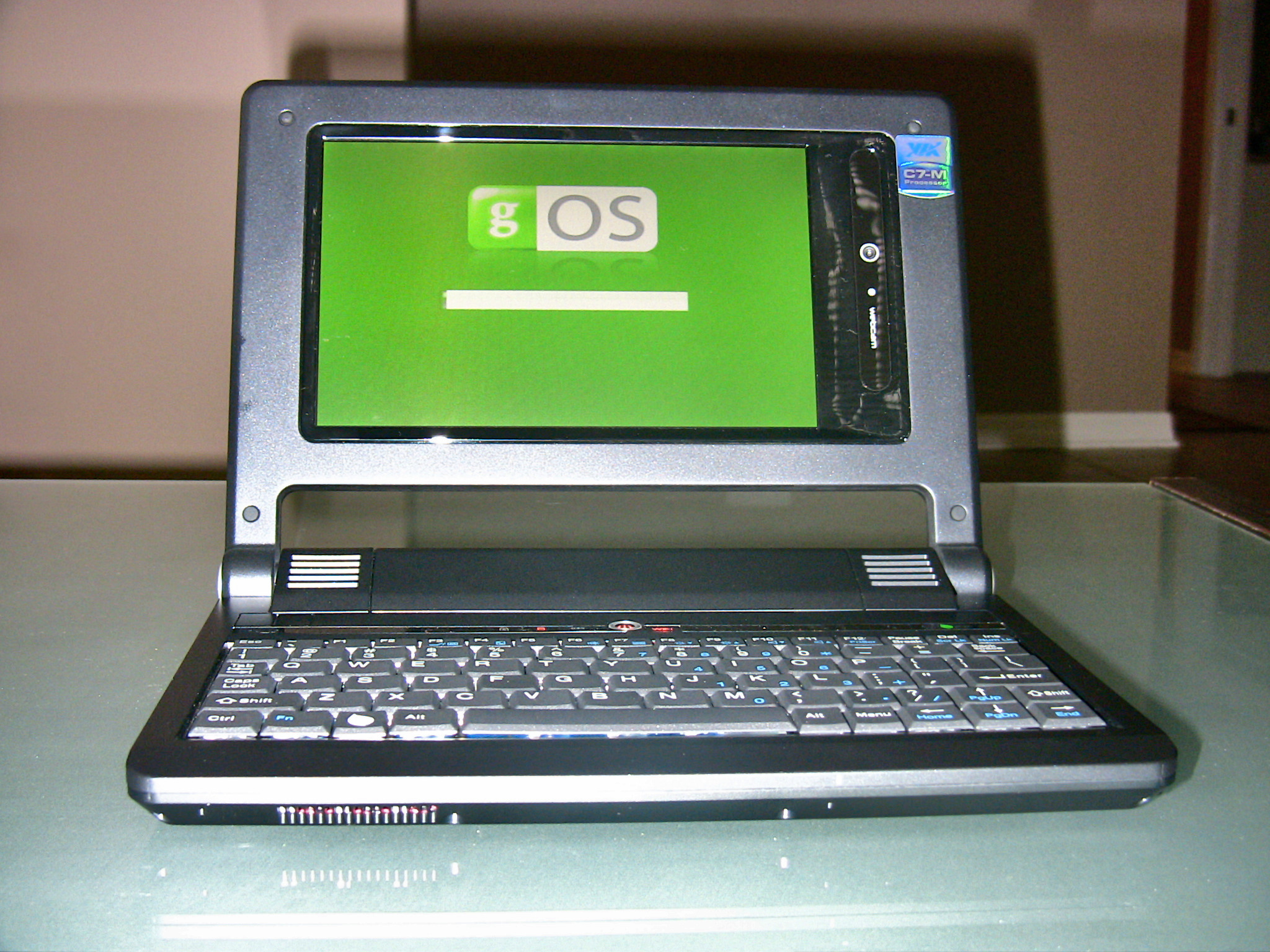
Cloudbook de Everex basado en el NanoBook.

VIA NanoBook UMD es un prototipo de subportátil creado por VIA Technologies como diseño de referencia para que otras empresas ensamblen y comercialicen miniportátiles basados en este diseño. Tiene el típico formato de concha, con una pantalla táctil de 7 pulgadas y una resolución de 800x480 pixels, un teclado completo en formato QWERTY. Pesa menos de 850 gramos (unas 1,87 libras) y una vida de la batería de unas 4,5 horas. Se basa en un chipset VIA VX700, con un chip gráfico integrado VIA UniChrome Pro II IGP y una CPU de ultra bajo voltaje VIA C7-M a 1,2 GHz. Incluye 1 GB de memoria RAM DDR2, como mínimo un disco duro de 30 GB, soporte de 802.11g WiFi, Bluetooth y Ethernet, además de un lector de tarjetas Flash 4-en-1, un puerto DVI y dos puertos USB 2.0.
En el comunicado de prensa la compañía afirma que "para proporcionar a los usuarios mayor flexibilidad cuando están en movimiento, la VIA NanoBook también cuenta con una ranura USB al lado de la pantalla que permitirá la integración de una amplia variedad de relojes mundiales, dispositivos GPS, VOIP, y módulos de acceso a redes inalámbricas de banda ancha."

## Características
- CPU VIA C7-M ULV (Ultra Low Voltage) a 1,2 Ghz
- Chipset: VIA VX700 System Media Processor (integra el Northbridge y el Southbridge)
- Pantalla táctil TFT de 7 pulgadas con una resolución de 800*480
- Gráficos: 3D/2D S3 Graphics UniChrome Pro II IGP integrado en el chipset con VRAM compartida de hasta 64 MB
- Memoria RAM: un SO-DIMM DDR2 de hasta 1 GB
- Disco duro de 30 GB
- Tarjeta de sonido: VIA Vinyl VT1708A HD Audio codec; 2 altavoces integrados
- Redes
  - Ethernet: Realtek RTL8100CL 10/100 Mbit/s
  - WiFi: Azure Wave 802.11b/g (interfaz USB)
  - Bluetooth: Billionton (interfaz USB)
- Entrada/Salida ::
  - Lector de tarjetas 4-en-1
  - 1 puerto DVI
  - 2 puertos USB 2.0
  - 1 puerto RJ-45 Ethernet
  - Conectores de Audio:
    - 1 minijack de entrada de micrófono
    - 1 minijack de conjunto de micrófonos
    - 1 minijack de auriculares (line out)
- Indicadores de estado: Encendido; batería; RF (con botón de energía); disco duro; bloqueo de teclado
- Batería de Li-Ion de 4 células con hasta 4,5 horas de vida (BatteryMark 2004)
- Dimensiones: 230 mm (W) × 171 mm (D) × 29.4 mm (H)
- Peso: menos de 850 gramos
- Sistema Operativo: Soporta Microsoft Windows XP, Windows Vista y las distribuciones Linux más populares

## Portátiles basados en el Nanobook
- Belinea S Book 1
- Everex Cloudbook
- Packard Bell Easynote XS
- Sylvania g netbook